# ویسنته لوکاس
ویسنته لوکاس (انگلیسی: Vicente Lucas؛ زادهٔ ۲۴ سپتامبر ۱۹۳۵) بازیکن فوتبال اهل پرتغال است.
از باشگاه‌هایی که در آن بازی کرده‌است می‌توان به باشگاه فوتبال بلننسس اشاره کرد.
وی همچنین در تیم ملی فوتبال پرتغال بازی کرده‌است.